# Cecily Strong
Cecily Legler Strong (Springfield, 8 februari 1984) is een Amerikaanse actrice en komiek die van 2012 tot 2022 castlid was van Saturday Night Live. Andere rollen zijn onder meer de film Ghostbusters en stemwerk aan The Awesomes. Voor haar werk op Saturday Night Live werd ze genomineerd voor de prijs Outstanding Supporting Actress in a Comedy Series op de 72e Primetime Emmy Awards.

## Vroege leven
Cecily Legler Strong werd geboren in Springfield, Illinois, en groeide op in Oak Park, Illinois, een buitenwijk van Chicago.

## Carrière
Strong trad regelmatig op in The Second City en iO Chicago. Strong trad vier maanden lang op op een cruiseschip met andere The Second City-leden. Ze had optredens op het Chicago Sketch Fest, Chicago Just for Laughs, het New York Sketchfest, het Edinburgh Fringe Festival, het Goodman Theatre, het Bailiwick Theatre, het Mercury Theatre en met de volledig vrouwelijke improvisatiegroep Virgin Daiquiri.

### Saturday Night Live
Strong debuteerde als featured speler op Saturday Night Live op 15 september 2012. Het volgende seizoen werd Strong een repertoirespeler en presenteerde zij samen met Seth Meyers het terugkerende Weekend Update-segment, te beginnen met de première van seizoen 39. Strong presenteerde dit later met Colin Jost, en werd vervangen op Weekend Update door schrijver Michael Che, vanaf de première van seizoen 40 in september 2014, deels op haar eigen verzoek om zich te concentreren op het maken van sketches als onderdeel van de reguliere cast. In 2020 werd Strong genomineerd voor haar eerste Primetime Emmy Award voor Outstanding Supporting Actress In A Comedy Series voor haar werk aan de show.

### Ander werk
Strong was de hoofdact bij het White House Correspondents' Association dinner in 2015. Ze dreef de spot met de verschillende aanwezige nieuwsorganisaties, politici van alle strekkingen en president Obama.
In 2016 verscheen ze in een reclame voor Old Navy, naast andere SNL-castleden Nasim Pedrad en Jay Pharoah. Dat jaar nam Strong ook deel aan de documentaire over klimaatverandering Years of Living Dangerously als celebrity correspondent. In 2016 speelde ze een gastrol als Samantha Stevens in Angie Tribeca (TBS) en Catherine Hobart in Scream Queens (Fox).
Haar eerste boek met de titel This Will All Be Over Soon verscheen op 10 augustus 2021. Het boek gaat vooral over het rouwen om de dood van haar neef tijdens de COVID-19-pandemie.

#### Schmigadoon!
In januari 2020 werd aangekondigd dat Strong de hoofdrol zou spelen in Schmigadoon! De serie draait om een stel (gespeeld door Strong en Keegan-Michael Key ) dat vastzit in een muziekstadje uit de jaren 40 totdat ze 'ware liefde' vinden. De cast wordt vervolledigd door Alan Cumming, Fred Armisen, Kristen Chenoweth en Aaron Tveit.

## Filmografie

### Film
| Jaar | Titel                   | Rol             | Opmerkingen |
| ---- | ----------------------- | --------------- | ----------- |
| 2012 | How to Sponsor a Uterus | Karen Rigsby    | Korte film  |
| 2015 | The Bronze              | Janice Townsend |             |
| 2015 | Slow Learners           | Amber the ex    |             |
| 2015 | The Meddler             | Jillian         |             |
| 2015 | Staten Island Summer    | Mary Ellen      |             |
| 2016 | The Boss                | Dana Dandridge  |             |
| 2016 | Ghostbusters            | Jennifer Lynch  |             |
| 2018 | The Female Brain        | Zoe             |             |

### Televisie
| Jaar       | Titel                                       | Rol                   | Andere notities                                                              |
| ---------- | ------------------------------------------- | --------------------- | ---------------------------------------------------------------------------- |
| 2012-2022  | Saturday Night Live                         | Zelf, verschillende   | Hoofdrolspelers                                                              |
| 2012       | Saturday Night Live Weekend Update Thursday | Diverse               | 2 afleveringen                                                               |
| 2013-2015  | The Awesomes                                | Diverse stemmen       | 13 afleveringen                                                              |
| 2015       | White House Correspondents' Dinner          | Zelf (host)           | Featured entertainer                                                         |
| 2016       | Angie Tribeca                               | Samantha Stevens      | Aflevering: "Tribeca's vrije dag"                                            |
| 2016       | Years of Living Dangerously                 | Haarzelf              | Aflevering: "A Race Against Time"                                            |
| 2016       | Netflix presenteert: The Characters         | Haarzelf              | Aflevering: "Natasha Rothwell"                                               |
| 2016       | Superstore                                  | Missy Jones           | Aflevering: "Olympische Spelen"                                              |
| 2016       | Maya & Marty                                | Diverse               | Aflevering: "Ricky Gervais en Cecily Strong"                                 |
| 2016       | Scream Queens                               | Catherine Hobart      | Aflevering: " Scream Again "                                                 |
| 2017       | Man Seeking Woman                           | CCN-verslaggever      | Aflevering: "Paard"                                                          |
| 2017       | Detroiters                                  | Roz Brokken           | Aflevering: "Dream Cruise"                                                   |
| 2017       | Great News                                  | Jessica               | Aflevering: "Night of the Living Screen"                                     |
| 2018       | The Simpsons                                | Megan Matheson (stem) | Aflevering: " Homer Is Where the Art Isn't "                                 |
| 2019       | RuPaul's Drag Race All Stars                | Haarzelf              | Aflevering: " Roast in Peace "                                               |
| 2019       | I Think You Should Leave with Tim Robinson  | Brenda                | Aflevering: "Het zijn de sigaren die je rookt die je kanker zullen bezorgen" |
| 2020       | Loafy                                       | Becca                 | Hoofdrolspeler                                                               |
| 2021-heden | Schmigadoon!                                | Melissa               | Hoofdrolspeler                                                               |